# Pujunan
Pujunan je indijanska etnolingvistička porodica iz sjeveroistočne Kalifornije koja obuhvaća jezike Indijanaca 
- Maidu (Northeastern Maidu, Mountain Maidu) u okruzima Plumas i Lasen;
- Nisenan (Southern Maidu), u okruzima Yuba, Nevada, Placer, Sacramento, i El Dorado. Ovi se dijele na: Kochuk i Yokol-Liman-Hokok (možda identični), Kadema, Leuchi, Pujune, Sama, Sek ili Sekumne, Totola ili Nawean, Wijuna, Wolok ili Ola, Yupu. Lista je nekompletna, i moguće treba pridodati skupine s American Rivera;
- Konkow (Northwestern Maidu; Foothill Maidu), u okruzima Butte i Yuba.

Porodica Pujunan dio je Velike porodice penutskih (Penutian) jezika. Danas ih ima oko 2,500 na rezervatima Auburn, Berry Creek, Chico, Enterprise, Greenville, Mooretown, Shingle Springs, i Susanville, i s raznim plemenima na rezervatu Round Valley

## Jezici
- sjeveroistočni Maidu [nmu], sjeverozapadni maidu [mjd], valley maidu [vmv], nisenan [nsz].[1]

## Vanjske poveznice
- Ethnologue (14th)
- Ethnologue (15th)
- Pujunan Family